# Бончук Стефанія Володимирівна

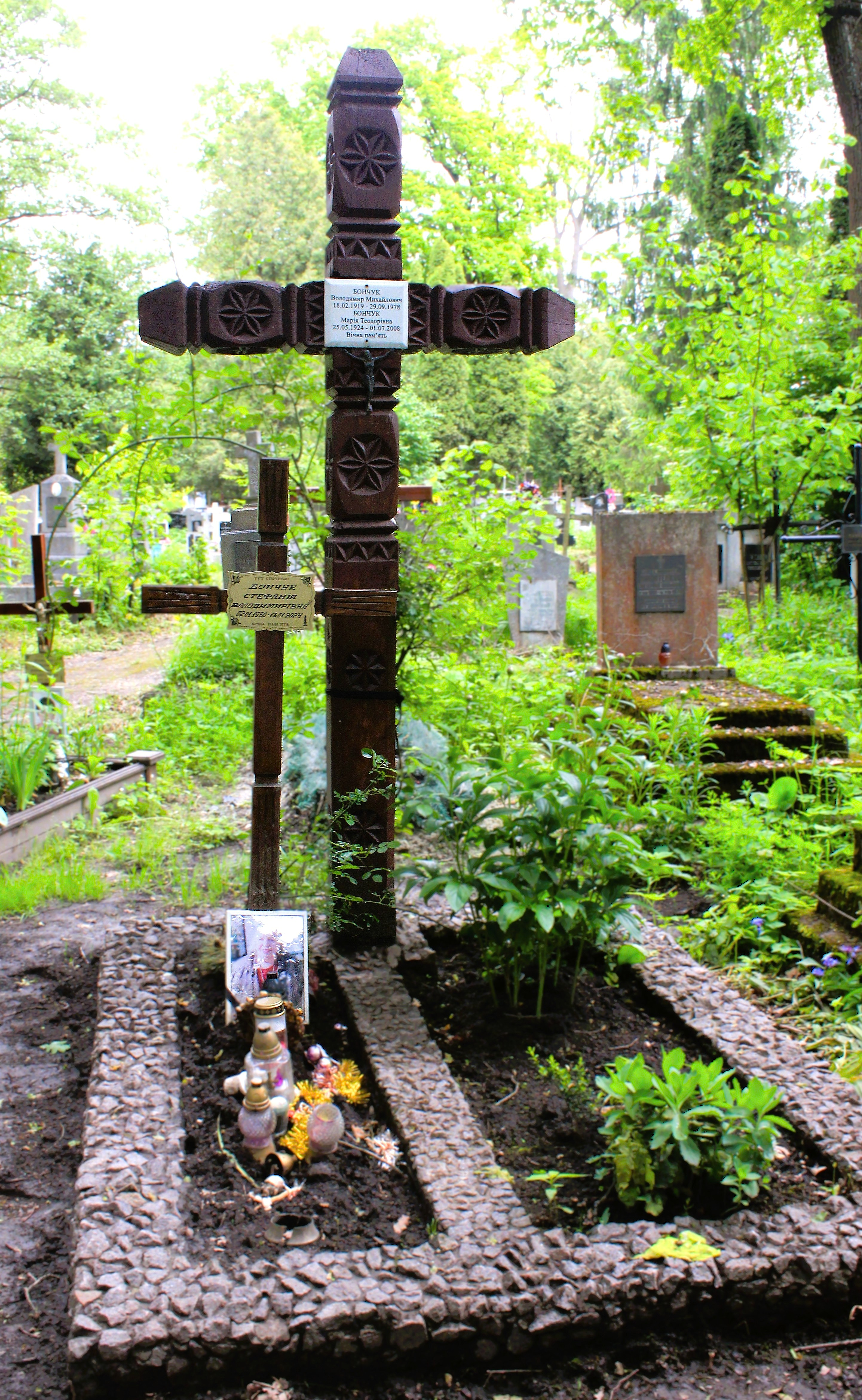
Могила Стефанії Бончук — української художниці, графіка, писанкарки, членкині Національної спілки художників України.

Стефанія Володимирівна Бончук (2 січня 1950, м. Львів — 13 січня 2024, м. Львів) — український живописець, графік, писанкарка. Член Національної спілки художників України (1997).

## Життєпис
Стефанія Бончук народилася 2 січня 1950 року у Львові.
1975 року закінчила Львівський інститут прикладного та декоративного мистецтва (педагоги з фаху П. Маркович, Данило Довбошинський, Володимир Риботицький). 1999 року стала секретарем творчого об'єднання «Вориння».
Померла 13 січня 2024 року у Львові, похована на 3 полі Сихівського цвинтаря.

## Творчість
У доробку художниці є пейзажі та натюрморти, в яких вона чуттєво підносить сприйняття світу, дзвінкість колірної палітри, а також градійованість лірико-меланхолійних станів у композиційних зображеннях. Персональні виставки відбулися у 1996 та 1998 роках у Львові, 1999-го в Самборі; протягом 1997—2002 роках учасниця колективних у Львові.
Серед основних робіт: «Бузок» (1993), «Чортополох», «Натюрморт із патиками» (обидва — 1994), «Копиця», «Дзвіночки», «Півонії» (усі — 1995), «Олеський замок», «Осінній ліс» (обидва — 1996), «Бабина стодола», «Ромашки», «Вид з вікна» (усі — 1997), «Морозний ранок», «Великодній натюрморт», «Натюрморт із часником», «Жовті квіти», «Іній», «Настурції», «Маки на сонці», «Весняний спалах» (усі — 1998), «Церква ввечері», «Синя картина» (обидва — 1999).